# コーネリア・フォート

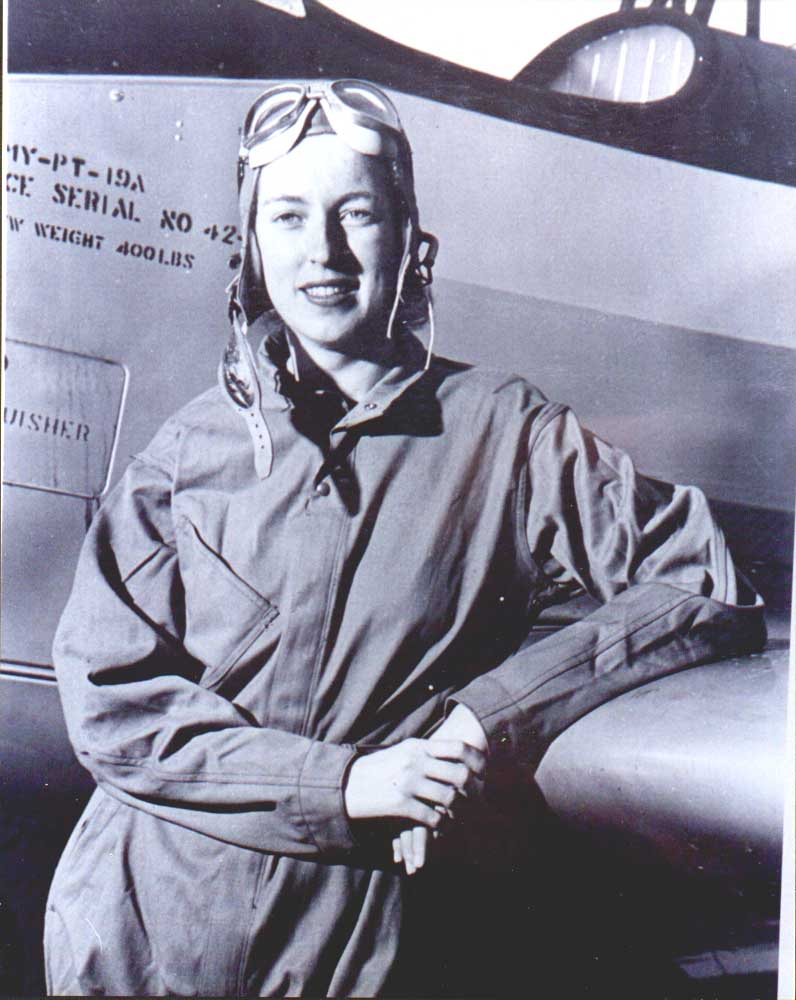
PT-19Aの前で撮影されたコーネリア・フォート。

コーネリア・クラーク・フォート（Cornelia Clark Fort、1919年2月5日 - 1943年3月21日）は、アメリカ合衆国の女性飛行士。2つの事件で有名である。フォートは真珠湾で民間の訓練飛行を行っており、日本による真珠湾攻撃部隊に初めて遭遇したアメリカ人飛行士となった。その翌年、フォートは女性補助輸送飛行隊（WAFS、アメリカ空軍女性パイロット部隊 (WASP) の前身）の2人目のメンバーに選ばれてフェリー輸送飛行士となり、アメリカ史上初の現役軍務中に殉職した女性飛行士となった。

## 飛行士になるまで
フォートは、テネシー州ナッシュビルの裕福な家庭に生まれた。父親は、ナッシュビルの生命保険会社ナショナル・ライフ・アンド・アクシデント保険（後にアメリカン・インターナショナル・グループに吸収）の創設者であった。1939年にサラ・ローレンス大学を卒業した後、ナッシュビルの（女性ボランティア団体）ジュニア・リーグに入った。彼女は早くから飛行に関心を示し、最終的にはハワイでパイロットの免許を取得した。

## 真珠湾攻撃
フォートは真珠湾で民間人のインストラクター・パイロットをしていた際、日本による真珠湾攻撃の初の目撃者の一人となった。1941年12月7日、フォートは訓練生に離着陸を訓練するためインターステート カデット機に搭乗し、真珠湾近くの上空にあった。当時真珠湾上空には、彼女の機とその他2・3の民間機が飛行しているのみであった。フォートは1機の軍用機が自機にまっすぐ向かっているのを見ると、素早く訓練生から操縦を代わり、上昇して軍用機をかわした。まさにその時、彼女は軍用機の主翼に日本機のラウンデルを視認した。その直後、真珠湾から上がる黒煙と、飛来する爆撃機を目撃した。彼女はすぐに真珠湾の湾口に近いジョン・ロジャース民間空港に着陸した。追撃してきた零式艦上戦闘機は、機体と滑走路に対して機銃掃射を行い、それから逃れるために彼女と訓練生は物陰へと走った。空港の管理者が死亡し、その朝飛行していた民間機のうち2機が帰還しなかった。

## 軍人として
1942年の前半に、彼女はハワイからアメリカ本土に戻った。そして、戦時国債を宣伝する短い映画を制作して成功し、これがきっかけで講演活動を行うようになった。その年の後半、ナンシー・ラブは新しく設立された女性補助輸送飛行隊にフォートを引き入れた。彼女はこの部隊で任務飛行が承認された2人目のメンバーとなった。この部隊は、アメリカ国内の基地間での軍用機のフェリー飛行任務を担当していた。

## 死
1943年3月21日、ロングビーチからダラスのラブフィールドへ向かう途中、編隊飛行中の彼女のBT-13の左翼に、飛行士フランク・スタム・ジュニアが操縦する機の脚が接触した。 スタムはいたずらにフォート機に接近しては引き戻すという飛行をしていたが、ついには衝突が起こり、フォート機の翼端と前縁6フィートが脱落した。 スタムは機体を制御することができたが、フォートは急降下に入り回復できず墜落した。事故はテキサス州メルケルの南10マイル、マルベリーキャニオンで発生した。事故当時、彼女は WASP の中で最も優れたパイロットの1人であった。彼女の墓の足石には「Killed in the Service of Her Country（祖国の軍務中に殺された）」と刻まれている。

## 後世
1970年の日米合作映画『トラ・トラ・トラ!』では、ジェフ・ドンネルがコーネリア・フォート役を演じている。
イースト・ナッシュビルにあるコーネリア・フォート空港は、彼女の名前に基づいている。